# Deadfall
Deadfall (bra: A Fuga; prt: A Sangue Frio ou Deadfall - A Sangue Frio) é um filme norte-americano de 2012, do gênero drama policial, dirigido por Stefan Ruzowitzky.